# 2. Königlich Bayerische Landwehr-Division
Die 2. Landwehr-Division war ein Großverband der Bayerischen Armee im Ersten Weltkrieg.

## Geschichte
Die Division wurde während des Ersten Weltkriegs am 31. Dezember 1916 aufgestellt und an der Ostfront zunächst im Baltikum eingesetzt. Bis zum Friedensvertrag von Brest-Litowsk kämpfte der Großverband an der Düna und wurde anschließend in Lettland und Estland als Besatzungstruppe eingesetzt. Noch im Oktober 1918 wurde die Division an die Westfront verlegt und dort zur Sicherung Lothringens eingesetzt. Nach dem Waffenstillstand von Compiègne und der Rückkehr in die Heimat wurde der Großverband zunächst demobilisiert und 1919 aufgelöst.
Von der alliierten Aufklärung wurde sie als drittklassig eingestuft.

### Gefechtskalender

#### 1917
- 14. Januar bis 31. August – Stellungskämpfe vor Riga
- 01. bis 5. September – Schlacht um Riga
- 06. September bis 5. Dezember – Stellungskämpfe nördlich der Düna
- 06. bis 17. Dezember – Waffenruhe
- ab 17. Dezember – Waffenstillstand

#### 1918
- bis 18. Februar – Waffenstillstand
- 18. Februar bis 4. März – Kämpfe zur Befreiung von Livland und Estland
- 05. März bis 10. Oktober – Besetzung von Livland und Estland als deutsche Polizeimacht
- 13. Oktober bis 11. November – Stellungskämpfe in Lothringen
- 12. November bis 4. Dezember – Räumung des besetzten Gebietes und Marsch in die Heimat

## Gliederung
Die Division wurde aus einer Brigade gebildet.

### Kriegsgliederung vom 19. Februar 1917
- 9. Landwehr-Infanterie-Brigade
  - Landwehr-Infanterie-Regiment 2
  - Landwehr-Infanterie-Regiment 5
  - Landwehr-Infanterie-Regiment 10
- 3. Eskadron/Reserve-Kavallerie-Regiment 1
- Landwehr-Feldartillerie-Regiment 2
- Pionier-Bataillon 25
  - Landwehr-Pionier-Kompanie 2
  - Landwehr-Pionier-Kompanie 3
  - Minenwerfer-Kompanie 302
  - Fernsprech-Abteilung 502

### Kriegsgliederung vom 4. März 1918
- 9. Landwehr-Infanterie-Brigade
  - Landwehr-Infanterie-Regiment 2
  - Landwehr-Infanterie-Regiment 5
  - Landwehr-Infanterie-Regiment 10
- 3. Eskadron/Reserve-Kavallerie-Regiment 1
- Landwehr-Feldartillerie-Regiment 2
- Pionier-Bataillon 25
  - Landwehr-Pionier-Kompanie 2
  - Landwehr-Pionier-Kompanie 5
  - Minenwerfer-Kompanie 502
- Divisions-Nachrichten-Kommandeur 502

## Kommandeure
| Dienstgrad                             | Name                   | Datum                                  |
| -------------------------------------- | ---------------------- | -------------------------------------- |
| Generalleutnant/General der Artillerie | Ludwig von Seither     | 02. Januar 1917 bis 24. September 1918 |
| Generalmajor                           | Wilhelm von Poschinger | 25. September 1918 bis 1919            |